# Hypena orthographa
Hypena orthographa là một loài bướm đêm trong họ Erebidae.